# Victor Amédée de La Fage
Victor Amédée de La Fage (Ougy, 21 dicembre 1738 – Parigi, 30 marzo 1801) è stato un politico francese.

## Biografia
Victor Amédée de La Fage, marchese di Saint-Huruge, nato il 21 dicembre 1738 e battezzato il 2 gennaio 1739 a Ougy, dipartimento Saona e Loira, figlio del signore Philibert-Joseph de La Fage e della dama Jeanne Pagès de Vitrac, e morto il 9 germinale anno 9 (30 marzo 1801) a Parigi, rue Git-le-Cœur, nº8, è stato un agitatore politico francese.
Dopo aver ereditato una grossa fortuna dal padre, Saint-Huruge rinuncia alla carriera militare. Sua moglie, un'attrice di nome de Mercier, era ambita dall'Intendente di Borgogna Amelot de Chaillou, che lo fa imprigionare al Castello di Vincennes, poi all'Hôpital Esquirol a Charenton. Liberato da amici del Parlamento di Digione, si rifugia in Inghilterra.
Ritornato in Francia nel 1789, diventa uno degli agitatori del Palais-Royal. Si avventura in una carriera come oratore e agitatore sotto la Rivoluzione dove, secondo le parole di Alphonse de Lamartine, « il était à lui seul une sédition » (era lui stesso una sedizione). Legato a Danton, fu arrestato sotto il Terrore e assume un profondo risentimento nei confronti dei Giacobini.

### Fonti principali
- (FR)  Albert Soboul, Dictionnaire historique de la Révolution française, Paris, PUF, 2005
- Alfred Bégis, Mémoires inédits et correspondance : curiosités révolutionnaires / Billaud-Varenne,... et Collot d'Herbois. accompagnés de Notices biographiques sur Billaud-Varenne et Collot-d'Herbois / par...  - librairie de la Nouvelle revue, Paris, 1893
- Henri Nadault de Buffon (éditeur), Correspondance inédite de Buffon, Hachette, 1860.
- Alphonse de Lamartine, Histoire des Girondins, t. XVI, Coquebert, Paris, 1848.
- Jacques Peuchet, Mémoires sur Mirabeau et son époque, t. III, 1824.
- Henri Furgeot, Marquis de Saint-Huruge, “généralissime des Sans-Culottes” - 1738-1801, Paris, Perrin, 1908.